# Trans World Airlines
Trans World Airlines (Kurzform TWA, ursprünglich Transcontinental and Western Air) war eine US-amerikanische Fluggesellschaft mit Sitz in St. Louis. Sie wurde im April 2001 von American Airlines aufgekauft und mit ihr zusammengelegt.

## Geschichte

### Gründung
Auf Drängen von Walter Folger Brown, dem damaligen United States Postmaster General, mussten sich die bis dahin selbständigen Fluggesellschaften Western Air Express und Transcontinental Air Transport am 16. Juli 1930 zusammenschließen. Aus der Fusion ging die Transcontinental and Western Air (T&WA) hervor, die Flugverbindungen von Küste zu Küste anbot – mit einer Übernachtung in Kansas City, wohin die Gesellschaft 1931 ihren Sitz aus New York verlegte.

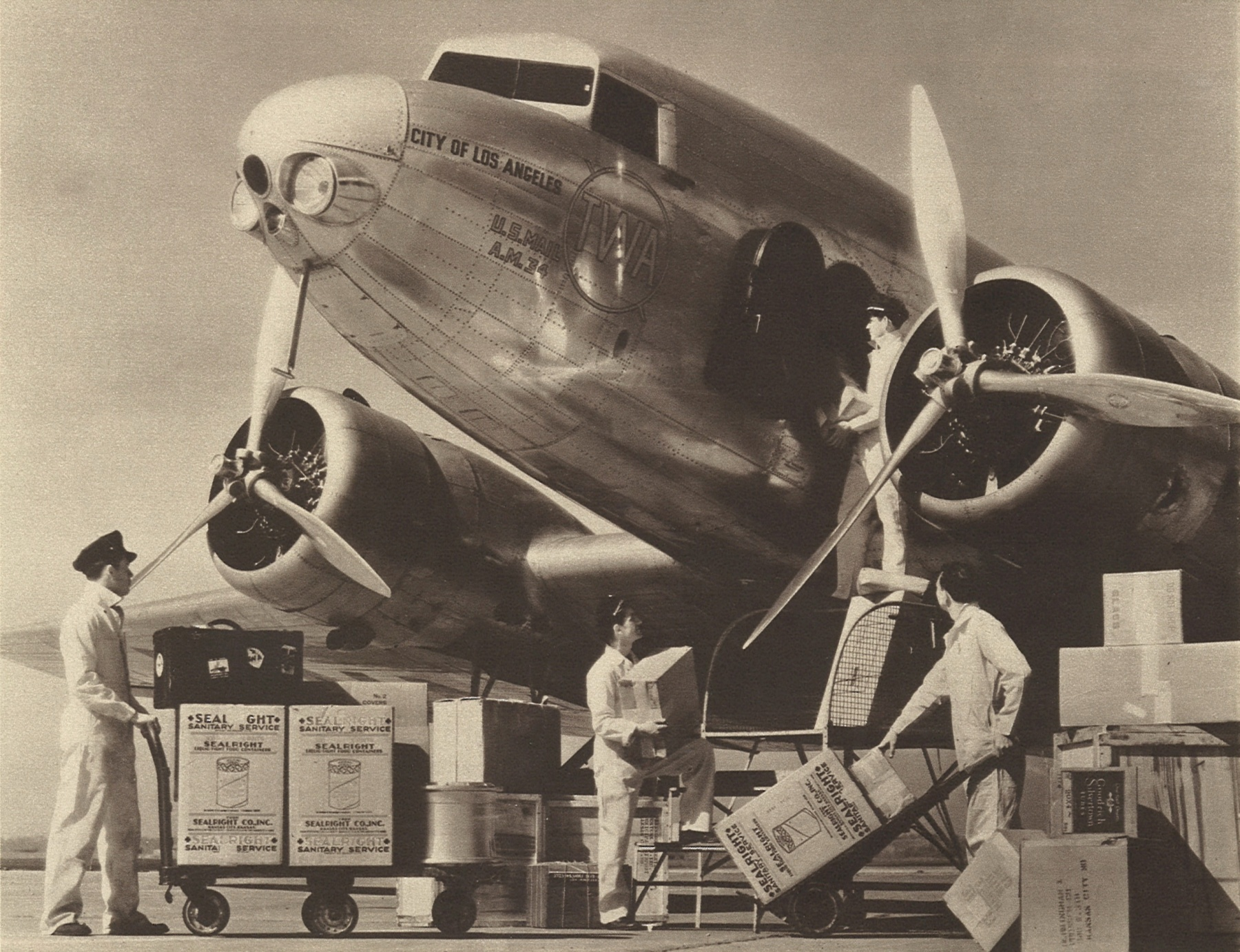
Douglas DC-1, 1934

### Howard Hughes

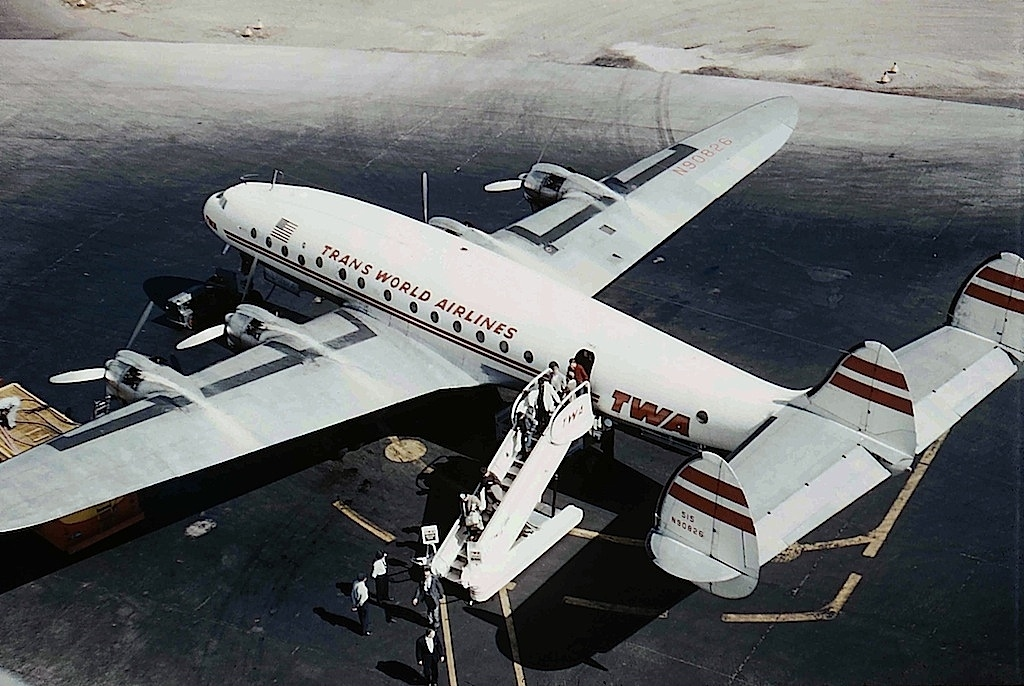
Lockheed L-049 Constellation, Flughafen Phoenix 1960

Im Jahr 1939 kaufte Howard Hughes die Gesellschaft auf und machte sie zur größten Fluggesellschaft der Welt. Obwohl er im Unternehmen nie eine offizielle Position bekleidete, bestimmte er in den folgenden 25 Jahre wesentlich den Kurs von TWA. Im Jahr 1946 nahm TWA mit einer Lockheed Constellation den Transatlantikverkehr auf der Route New York–Gander–Shannon–Paris auf, kurz darauf wurden die Ziele Rom, Athen, Kairo, Lissabon und Madrid aufgenommen. Damit war TWA neben Pan Am und American Overseas Airlines eine von drei amerikanischen Gesellschaften, die Transatlantikflüge anboten. Um diese neue, interkontinentale Bedeutung zu unterstreichen, wurde die Firma 1950 in Trans World Airlines geändert.
Von 1954 bis 1958 wurden die meisten Führungspositionen nach New York verlegt; Wartung, Schulung und Verwaltungsbüros verblieben in Kansas City. Im Jahr 1957 bezog TWA seinen neuen Wartungsbetrieb am heutigen Kansas City International Airport, nachdem der bisherige am Fairfax Municipal Airport 1951 durch eine Missouri-Flut beschädigt worden war.
Im Jahr 1961 reichte das Management von TWA eine Klage gegen den mehrheitlichen Besitzer Howard Hughes und die Hughes Tool Company wegen Verstößen gegen den Sherman Antitrust Act und den Clayton Antitrust Act ein. Hintergrund war, dass Hughes sich mit dem Management nicht über die Finanzierung der neuen Strahlflugzeuge einigen konnte und überdies kaum erreichbar war. Der Streitwert wurde auf 150 Millionen Dollar festgelegt. 1964 erzielte TWA einen Gesamtumsatz von 575 Millionen US-Dollar und einen Gewinn von 37 Millionen US-Dollar. Im Jahr 1966 verkaufte Hughes die Gesellschaft für 546 Millionen US-Dollar.

### Jet-Zeitalter

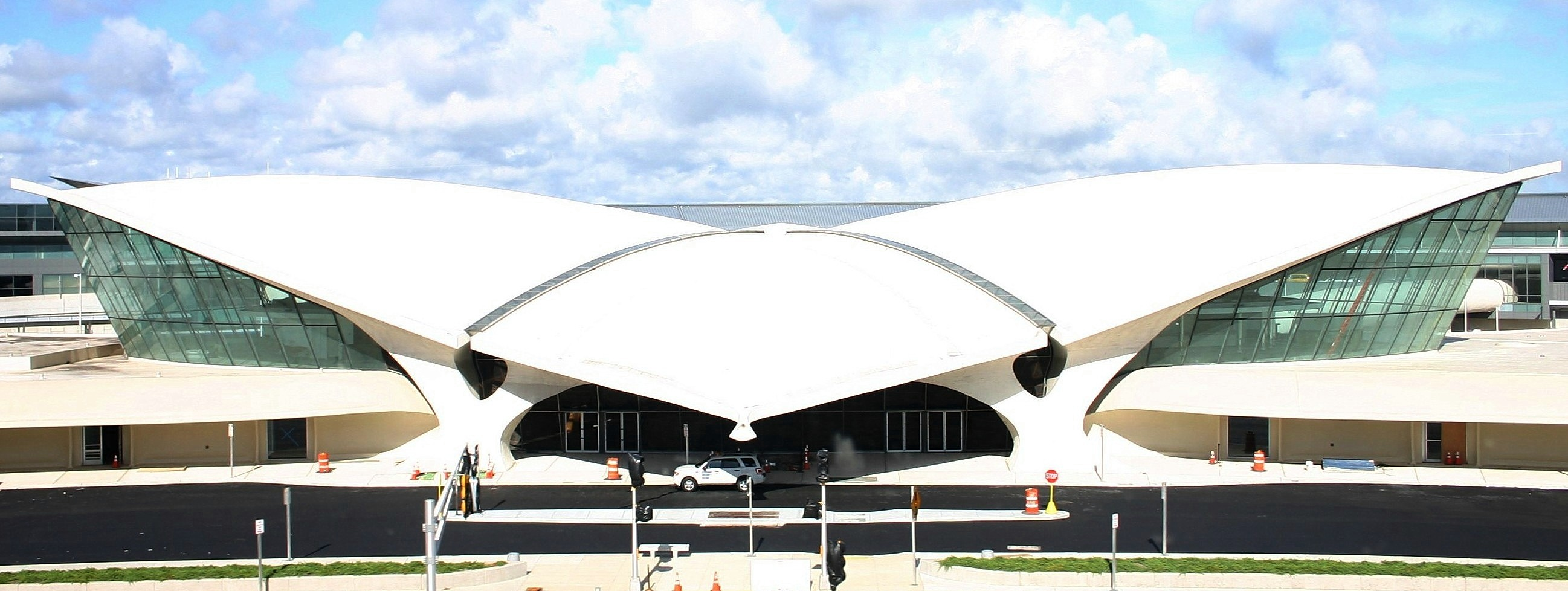
Ehemaliges TWA Flight Center (NY)

Das markante TWA Flight Center nach Plänen des Architekten Eero Saarinen am heutigen John F. Kennedy International Airport in New York wurde im Mai 1962 eröffnet, um den steigenden Passagierzahlen gerecht zu werden. Im Jahr 1967 wurde die letzte Constellation ausgemustert; TWA war damit die erste US-Fluggesellschaft mit einer reinen Jet-Flotte. Zwei Jahre später wurden die ersten Routen über den Pazifik und eine Round-the-World-Verbindung eröffnet.
TWA diversifizierte in weitere Branchen und gründete dazu am 1. Januar 1979 die Trans World Corporation als neue Dachgesellschaft, in die neben der Fluggesellschaft unter anderem Hilton International, Canteen Corporation, Spartan Food Service und Century 21 Real Estate eingebracht wurden.

### Carl Icahn

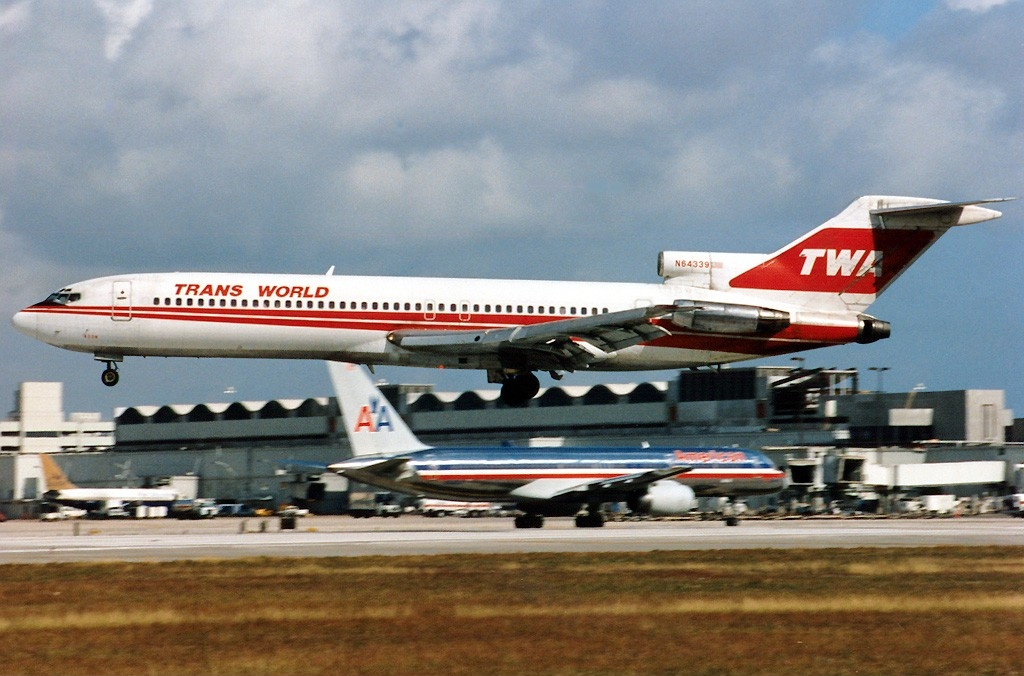
Boeing 727-200 der TWA

Im Jahr 1985 kaufte Carl Icahn TWA von der Holding Trans World Corporation. Ein Jahr später wurde Ozark Air Lines übernommen. Im Jahr 1988 wurde TWA (zugunsten Icahns) von der Börse genommen, was die Schulden um 539 Millionen Dollar steigen ließ. Ein Jahr später wurde der Firmensitz von New York City in ein Gebäude Icahns in Mount Kisco im Bundesstaat New York verlegt. Im Jahr 1991 verkaufte TWA seine Streckenrechte von New York, Los Angeles, Boston und Chicago nach London für 445 Millionen Dollar an American Airlines. Ein Jahr später musste TWA erstmals Insolvenz nach Chapter 11 anmelden. Es folgte der Verkauf weiterer Streckenrechte an USAir sowie die Aufnahme von Verhandlungen mit den drei größten Gewerkschaften, die schließlich für ihre Zugeständnisse einen Anteil von 45 % an TWA erhielten. Im Januar 1993 stieg Icahn aus dem Unternehmen aus und ein von Mitarbeitern, Gewerkschaften und Gläubigern ernanntes Management-Komitee übernahm die Verantwortung.

### Niedergang

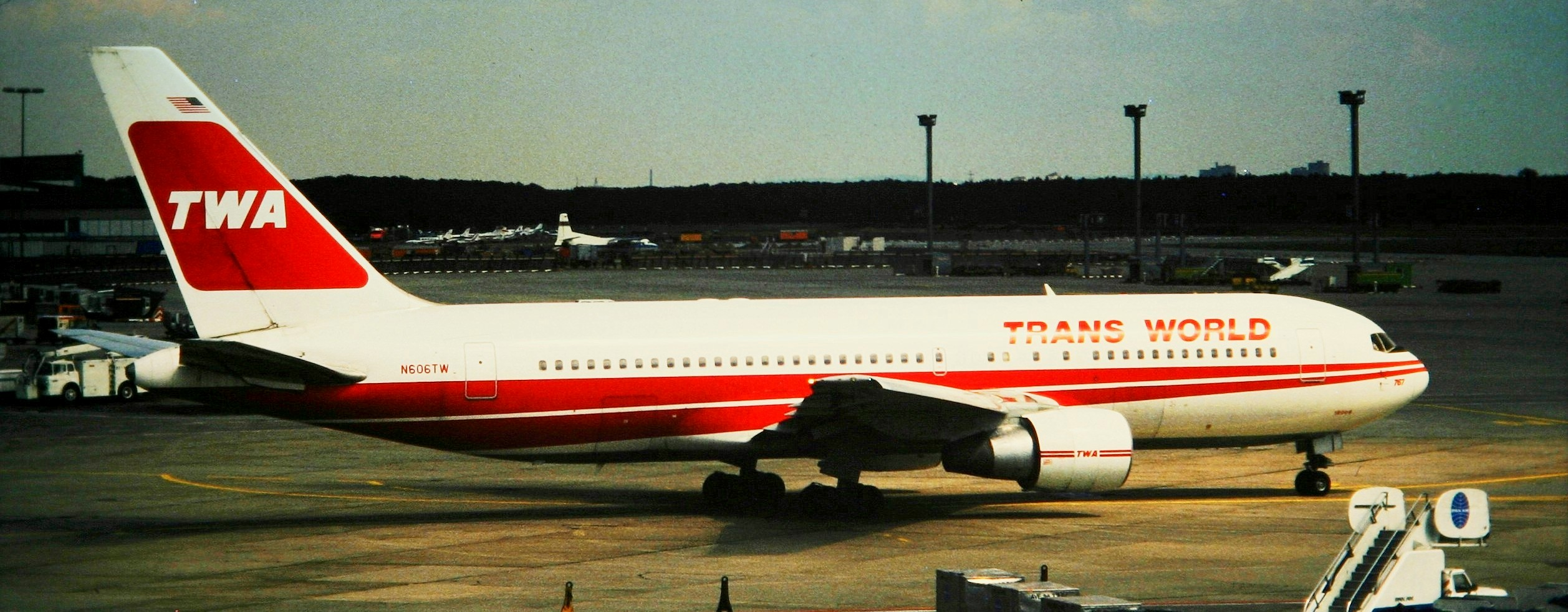
Boeing 767 der TWA, Frankfurt/Main

Im Jahr 1994 verlegte TWA ihren Sitz nach St. Louis, Missouri, und nutzte den nahegelegenen Lambert-Saint Louis International Airport als Drehkreuz für Inlandsflüge sowie den John F. Kennedy International Airport als internationales Drehkreuz. Im Jahr 1995 erklärte sich TWA erneut für insolvent. Im Jahr 1998 bestellte TWA 50 Airbus A318 (zur Auslieferung ab 2003) und 50 Boeing 717 (zur Auslieferung ab 2000). Ende Dezember 1999 übernahm TWA die letzte fabrikneue McDonnell Douglas DC-9-83 (MD-83) ab Werk in Long Beach. Im April 2001 übernahm American Airlines die faktisch zahlungsunfähige TWA. Am 1. Dezember 2001 flog TWA zum letzten Mal und ging danach in American Airlines auf.

### Nachwirkungen

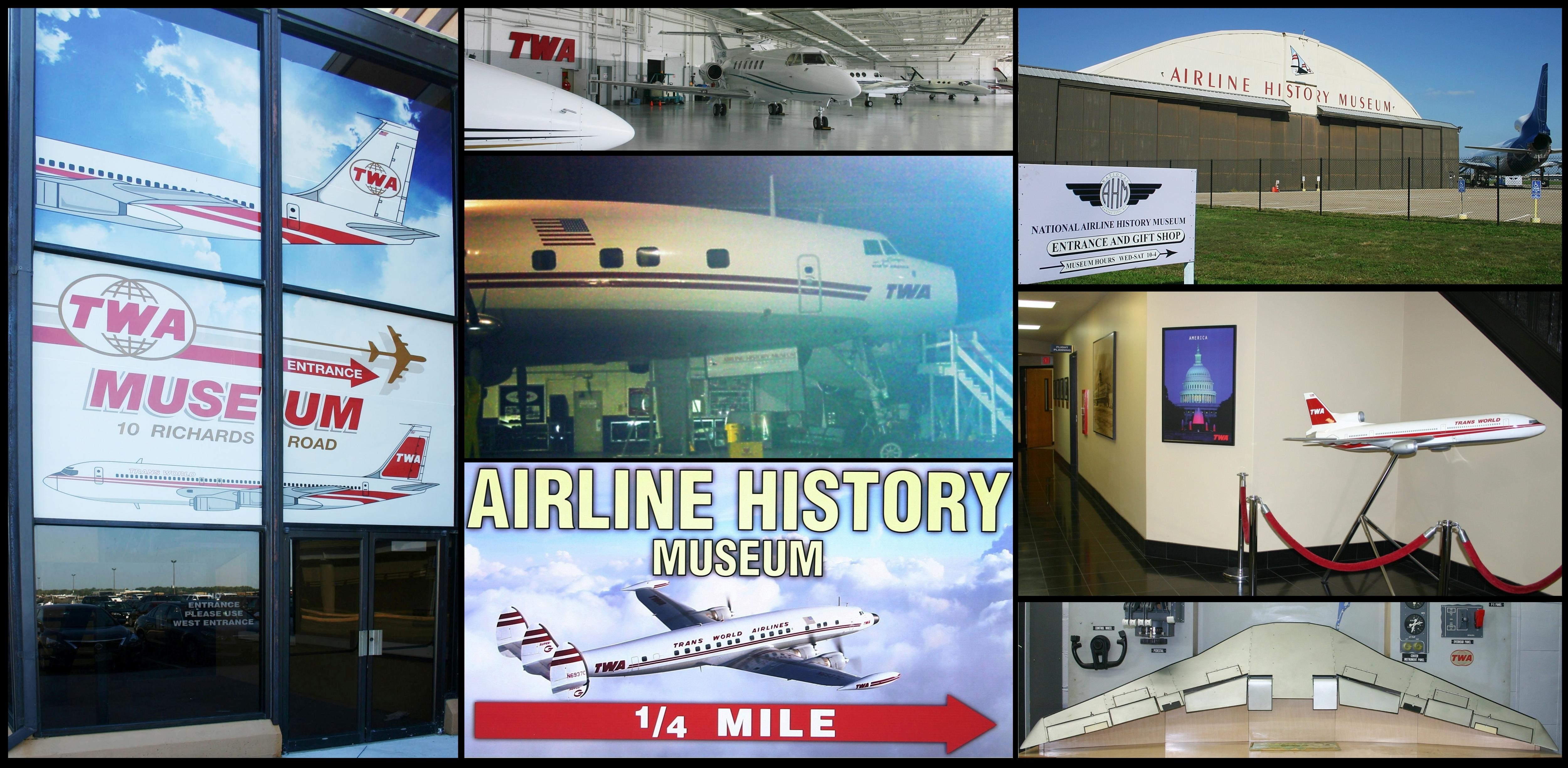
TWA Museum und Airline History Museum in Kansas City

Das TWA Flight Center am Flughafen JFK in New York stand von 2001 bis 2005 leer und wurde danach von JetBlue Airways übernommen. Der neue Besitzer baute es für 800 Mio. Dollar um, die Wiedereröffnung folgte 2008. TWA machte außerdem in zahlreichen Filmen durch Produktplatzierung mit Flugzeugen, Personal oder Werbetafeln (wie auch der heute ebenfalls nicht mehr bestehende Konkurrent Pan Am) auf sich aufmerksam.
Am Charles B. Wheeler Downtown Airport in Kansas City betreiben ehemalige Mitarbeiter von TWA mit Spendenunterstützung das TWA Museum mit etlichen Memorabilia. In unmittelbarer Nähe befindet sich das Airline History Museum mit einer original erhaltenen TWA Lockheed Super Constellation.
Als Reminiszenz an die einst bekannte und prestigeträchtige Fluggesellschaft setzt American Airlines eine Boeing 737-800 (N915NN) ein, die das zuletzt gültige Farbkleid der TWA trägt.

## TWA in Deutschland

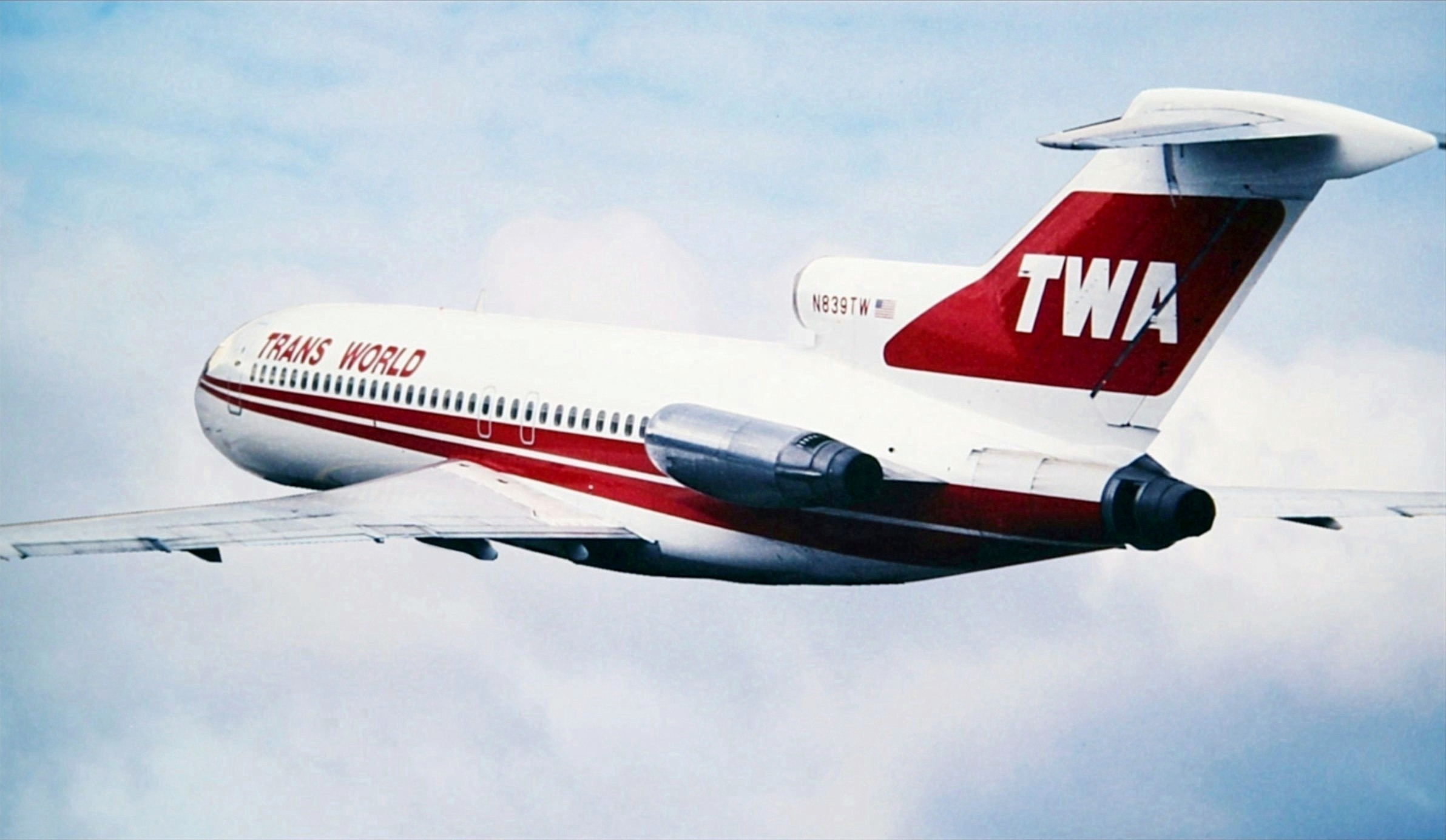
Neben Flugzeugen des Typs Boeing 727-200 wurde im Berlin-Verkehr z. B. auch diese Boeing 727-31 (N839TW) eingesetzt.

Aus den USA bzw. auf den Flugstrecken zwischen Westdeutschland und West-Berlin wurden von TWA Berlin-Tegel, München-Riem (später Flughafen München), Hamburg, Stuttgart und Flughafen Frankfurt Main angeflogen. Auf den europaweiten Kurzstrecken von Berlin-Tegel aus (neben den Flügen nach Westdeutschland u. a. auch nach Brüssel und Wien) setzte TWA Maschinen vom Typ Boeing 727 ein. Mit Ausnahme von Frankfurt wurden die Flüge von und nach Deutschland (d. h. bis zum 3. Oktober 1990 Westdeutschland und West-Berlin) 1994 eingestellt. Am 13. Januar 1997 stellte TWA mit dem letzten Flug TWA 741 von Frankfurt nach New York sämtliche Flüge von und nach Deutschland ein.

## Vielfliegerprogramm
1979 wurde ein Vielfliegerprogramm namens „Frequent Flyer Bonus Program“ aufgesetzt. Es wurde 1995 durch das neue Vielfliegerprogramm Aviator ersetzt. Damit war TWA nach American Airlines eine der ersten Fluggesellschaften mit einem solchen Kundenbindungsprogramm.

## Flotte

### Flotte bei Betriebseinstellung

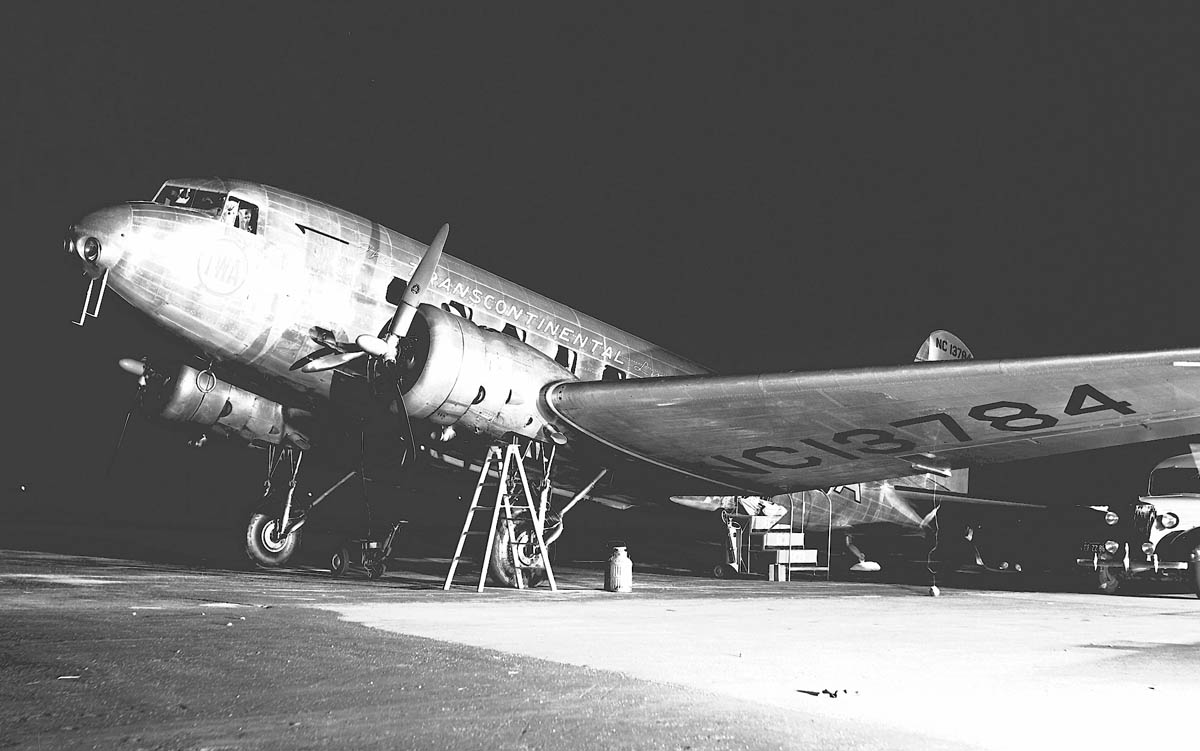
Douglas DC-2 der TWA, Oakland 1941

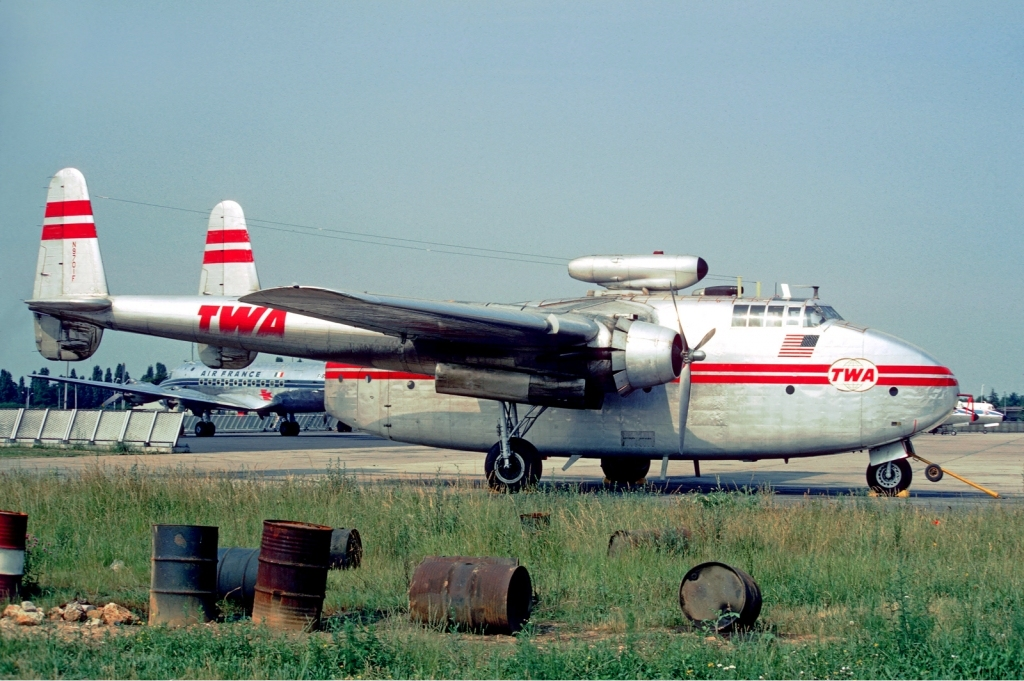
Fairchild C-82 Packet der TWA, Paris-Orly 1970. Diese Maschine wurde zum weltweiten Transport von Ersatztriebwerken eingesetzt.

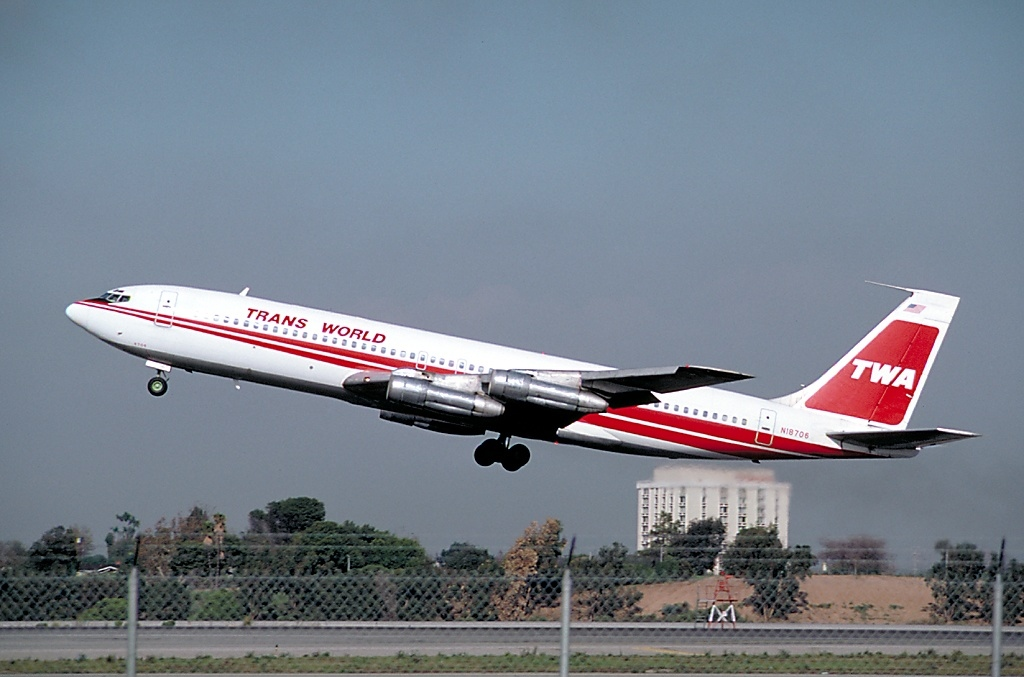
Boeing 707 der TWA, Los Angeles 1982

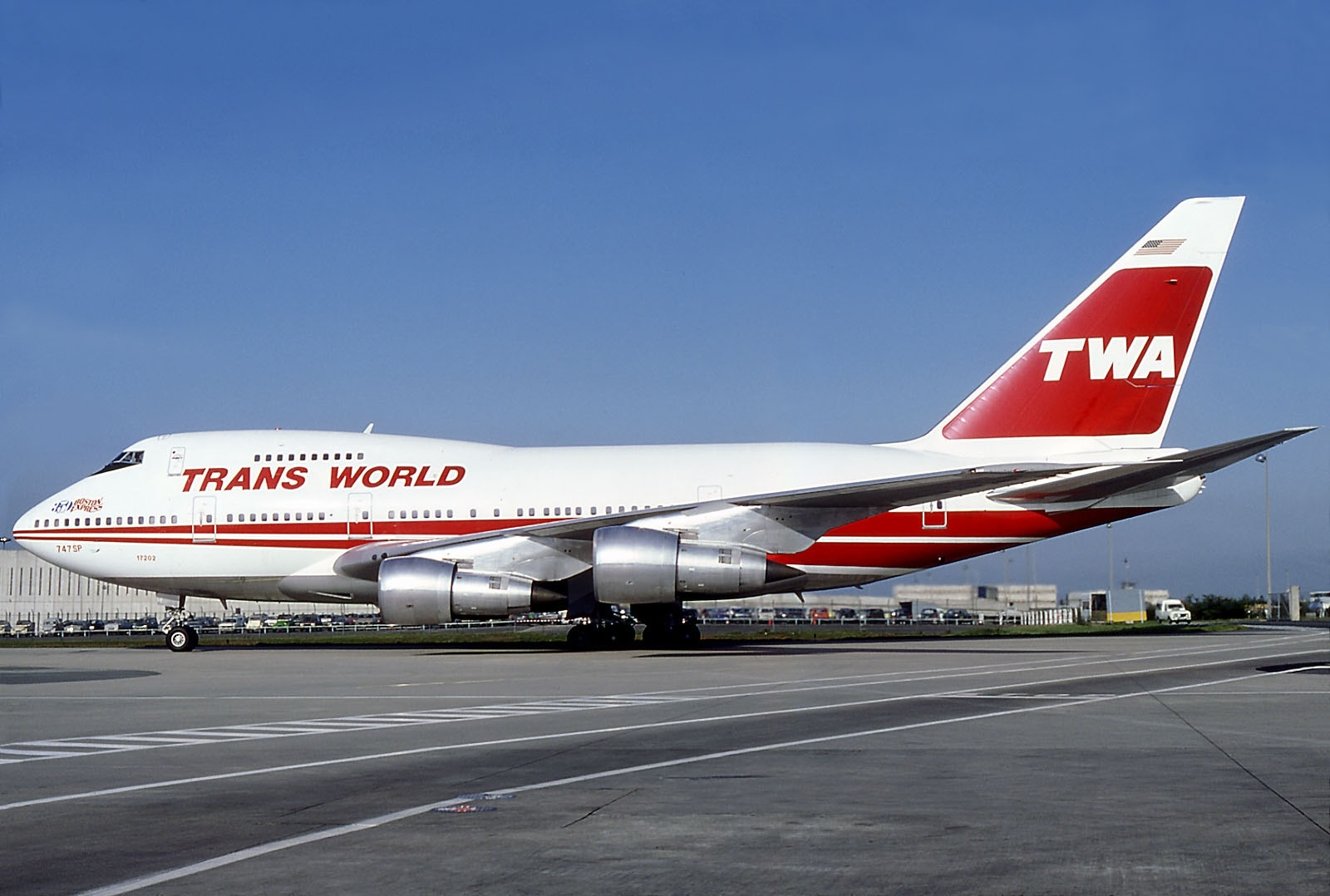
Boeing 747SP der TWA, Paris-Charles de Gaulle 1980

Im Jahr der Betriebseinstellung bestand die Flotte der TWA aus 190 Flugzeugen der folgenden Typen:
- 30 Boeing 717
- 28 Boeing 757-200
- 6 Boeing 767-200
- 9 Boeing 767-300.
- 14 Douglas DC-9-30
- 103 McDonnell Douglas DC-9-83

### Zuvor eingesetzte Flugzeuge
Vorher setzte TWA auch folgende Flugzeugtypen ein:
- Boeing 247
- Boeing 307
- Boeing B-17
- Boeing 707
- Boeing 720
- Boeing 727
- Boeing 747-100, -200, 747SP
- Cessna Skymaster
- Convair 880
- Douglas DC-1
- Douglas DC-2
- Douglas DC-3
- Douglas DC-4
- Fairchild C-82 Packet
- Lockheed Modell 12 Electra Junior
- Lockheed L-049 Constellation
- Lockheed L-749, L-749A Constellation
- Lockheed L-1049, L-1049G, L-1049H Super Constellation
- Lockheed L-1649 Starliner
- Lockheed L-1329 JetStar
- Lockheed L-1011 TriStar
- Martin 2-0-2
- Martin 4-0-4
- McDonnell Douglas DC-9-82 (MD-82)
- Northrop Alpha

## Zwischenfälle
Von 1950 bis zur Betriebseinstellung 2001 kam es bei Trans World Airlines zu 34 erfassten Totalschäden von Flugzeugen. Bei 18 davon kamen 940 Menschen ums Leben. Beispiele von Zwischenfällen:
- Am 31. März 1931 stürzte eine Fokker F.10 (Luftfahrzeugkennzeichen NC999E) im Bundesstaat Kansas ab, nachdem sie im Flug eine Tragfläche verloren hatte. Alle acht Insassen kamen ums Leben (siehe auch Transcontinental-and-Western-Air-Flug 5).

- Am 16. Januar 1942 wich eine Douglas DC-3-382 der TWA (NC1946) nach dem Abflug vom damaligen Flughafen Las Vegas (Nevada, USA) so weit vom Kurs nach Burbank ab, dass sie in einer Höhe von 7770 Fuß (2370 Metern) direkt in eine fast senkrechte Felsklippe des Potosi Mountain geflogen wurde. Durch diesen CFIT (Controlled flight into terrain) wurden alle 22 Insassen getötet, drei Besatzungsmitglieder und 19 Passagiere. Darunter war die zu der Zeit überaus bekannte Schauspielerin Carole Lombard (33) (siehe auch Transcontinental-and-Western-Air-Flug 3).[10]

- Am 15. Januar 1943 stürzte eine Douglas DC-4/C-54-DO der United States Army Air Forces (USAAF) (41-32939), die durch die Trans World Airlines betrieben wurde, 40 Kilometer ostnordöstlich von Paramaribo (Suriname) in den Dschungel, nachdem sie in der Luft zerbrochen war. Die Ursache konnte nicht ermittelt werden. Alle 35 Insassen, zehn Besatzungsmitglieder und 25 Passagiere, kamen ums Leben. Dies war der erste Totalverlust einer DC-4 und auch der erste tödliche Unfall dieses Typs.[11]

- Am 20. Juni 1944 wurde eine Douglas DC-4/C-54A-DO der United States Army Air Forces (USAAF) (41-37277), geflogen von der Trans World Airlines, in einer Höhe von 3900 Fuß (rund 1200 Meter) in den Berg Fort Mountain (Maine, USA) geflogen, 55 km nordwestlich von Millinocket. Bei diesem CFIT (Controlled flight into terrain) wurden alle 7 Insassen, sechs Besatzungsmitglieder und ein Passagier, getötet.[12]

- Am 4. November 1944 geriet eine Douglas DC-3-454 der TWA (NC28310) in einer Flughöhe von 10.000 Fuß (3.050 Metern) in eine rasch wachsende Cumulonimbus-Gewitterwolke. In der extremen Turbulenz wurde das Flugzeug auf den Rücken geschleudert, zerbrach in der Luft und schlug in der Nähe von Hanford (Kalifornien) (USA) auf. Die Maschine hatte sich auf dem Flug von San Francisco nach Burbank befunden. Alle 24 Insassen, 3 Besatzungsmitglieder und 21 Passagiere, kamen ums Leben (siehe auch Transcontinental-and-Western-Air-Flug 8).[13]

- Am 29. März 1946 wurde eine Lockheed L-049 Constellation der TWA (NC86510) bei der Landung auf dem Flughafen Washington National (USA) mit viel zu hoher Geschwindigkeit aufgesetzt. Auch waren die Landeklappen noch nicht vollständig ausgefahren. Die Maschine geriet von der Landebahn ab, kollidierte mit einem Transformatorgebäude aus Beton und kam in einem Entwässerungsgraben zum Liegen. Alle 12 Insassen überlebten den Unfall. Das Flugzeug wurde irreparabel beschädigt.[14]

- Am 11. Juli 1946 kam es wegen eines elektrischen Defekts in einer Lockheed L-049 Constellation der TWA (NC86513) zu einem Brand mit extrem starker Rauchbildung. Trotz geöffneter Dachluke und Cockpitfenster konnte der Kapitän weder die Instrumente noch das Gelände sehen. Er versuchte, ohne Sicht eine Notlandung im Gelände 4,5 Kilometer nordwestlich des Reading Municipal Airport (Pennsylvania, USA) durchzuführen. Nach einer Kollision mit Stromleitungen stürzte die Maschine, die sich auf einem Trainingsflug befand, zu Boden und wurde zerstört. Von den sechs Besatzungsmitgliedern kamen 5 ums Leben (siehe auch Transcontinental-and-Western-Air-Flug 513).[15]

- Am 12. Oktober 1946 wurde eine Lockheed L-049-46-28 Constellation der TWA (NC86512) auf einem Positionierungsflug am Flughafen Wilmington (Delaware) (Delaware, USA) zerstört, als versucht wurde, sie während des Durchzugs einer Gewitterfront zu landen. Die Flugsicherung hatte davon abgeraten, ebenso wie dann von der Nutzung der nassen und ungeeigneten Landebahn 14. Trotz 14 Knoten Rückenwind bestand der Kapitän darauf. Als er bemerkte, dass die Landebahnlänge nicht ausreichte, wollte er zunächst durchstarten und gab Vollgas. Dann aber brach er auch dies wieder ab und zog das Gas heraus. Das Flugzeug verließ die Bahn, raste durch Bäume und rutschte über eine Landstraße, wobei es mit zwei Autos kollidierte. Es rutschte noch 650 Meter weiter, bis es in Flammen aufging. Erstaunlicherweise überlebten alle acht Besatzungsmitglieder, die einzigen Insassen, den Unfall.[16]

- Am 28. Dezember 1946 kollidierte eine Lockheed L-049 Constellation der TWA (NC86505) im Anflug auf den Flughafen Shannon (Irland) 1500 Meter westnordwestlich des Flughafens mit dem Gelände. Auslöser war eine fehlerhafte Höhenanzeige, die durch das Vertauschen zweier Leitungen durch das Wartungspersonal bedingt war. Dieses hatte außerdem die nach einer solchen Reparatur vorgeschriebenen Tests zwar bescheinigt, aber nicht durchgeführt. Durch diesen Wartungsfehler wurden 9 der 23 Insassen getötet, vier Besatzungsmitglieder und 5 Passagiere (siehe auch Transcontinental-and-Western-Air-Flug 6963).[17]

- Am 11. Mai 1947 stürzte eine Lockheed L-049 Constellation der TWA (NC86508) etwa 11 Kilometer vom Cape May Point (New Jersey) entfernt in den Atlantik. Die Maschine befand sich auf einem Trainingsflug vom und zum Flughafen Wilmington (Delaware) (Delaware, USA), als sie aus einer Höhe von knapp 800 Metern in einen Spiralsturz überging und abstürzte, nachdem es offensichtlich zu einem Kontrollverlust gekommen war. Alle 4 Besatzungsmitglieder, die einzigen Insassen, kamen ums Leben.[18]

- Am 18. November 1947 kam es mit einer Lockheed L-049-46-26 Constellation der TWA (NC86507) zu einer Bruchlandung am Flughafen Wilmington (Delaware) (Delaware, USA). Die auf einem Trainingsflug befindliche Maschine setzte 40 Meter vor der Landebahn auf und kollidierte mit einem Damm. Sie wurde wieder hochgeschleudert, schlug auf der Landebahn auf und rutschte 390 Meter weiter. Dabei drehte sie sich auf den Rücken, wobei die rechte Tragfläche abriss. Das freigewordenen Flugbenzin führte zu einer Explosion, die das Flugzeug zerstörte. Alle 5 Besatzungsmitglieder kamen ums Leben.[19]

- Am 28. September 1948 brannte eine Douglas DC-4 der Trans World Airlines (TWA) (NC45345) auf dem Flughafen LaGuardia (New York, USA) aus. Ein Mechaniker hatte offenbar unsachgemäß die Sauerstofftanks aufgefüllt, wobei ein Feuer im mittleren Bereich der Maschine ausbrach. Über Personenschäden ist nichts bekannt.[20]

- Am 25. November 1948 geriet eine Lockheed L-049 Constellation der TWA (NC90824) bei der Landung auf dem Flughafen Los Angeles (Kalifornien, USA) plötzlich in eine aufliegende Nebelbank, die vorher nicht erkannt wurde. Das Aufsetzen fiel derart hart aus, dass die Tragflächenstruktur deformiert und das Triebwerk Nr. 4 (rechts außen) so weit nach unten gedrückt wurde, dass dessen Propeller den Boden berührte. Daraufhin brach in diesem Bereich Feuer aus. Nach einer (sinnvollen) Gewaltbremsung kam das Flugzeug 460 Meter nach dem Aufsetzpunkt und 60 Meter links von der Landebahn zum Stehen. Obwohl sofort ein größeres Feuer ausbrach, konnten alle 23 Insassen noch rechtzeitig evakuiert werden. Es war der 7. Totalverlust einer Constellation bei TWA in gut 2 Jahren; weitere 5 folgten noch.[21]

- Am 31. August 1950 wurde eine Lockheed L-749A Constellation der TWA (N6004C) auf dem Flug von Kairo nach Rom-Ciampino bei einer nächtlichen Notlandung im Wadi Natrun (Ägypten) zerstört, etwa 100 Kilometer westnordwestlich des Startflughafens. Während des Steigflugs war im Triebwerk 3 (rechts innen) ein größerer Brand ausgebrochen. Nachdem der Motor herausgebrochen war, versuchten die Piloten eine Notlandung, die in der Dunkelheit jedoch missglückte. Alle 55 Insassen, 7 Besatzungsmitglieder und 48 Passagiere, kamen ums Leben (siehe auch Trans-World-Airlines-Flug 903).[22]

- Am 18. November 1950 musste eine Lockheed L-049 Constellation der TWA (N86511) nach Ausfall zweier der vier Triebwerke auf dem Flughafen Long Beach (Kalifornien, USA) notgelandet werden. Die Maschine setzte erst nach gut der Hälfte der Landebahnlänge auf und konnte auf der rutschigen Bahn nicht mehr zum Stehen gebracht werden. Dabei brach das rechte Hauptfahrwerk zusammen und das Flugzeug kam erst nach rund 430 Metern zum Stillstand. Alle 60 Insassen überlebten.[23]

- Am 19. März 1951 kam es mit einer Lockheed L-749 Constellation der TWA (N91202) auf dem Flughafen Phoenix (Arizona, USA) zu einer Bauchlandung. Die Piloten hatten vergessen, das Fahrwerk auszufahren. Alle 34 Insassen überlebten.[24]

- Am 12. Januar 1955 kollidierte eine Martin 2-0-2 (N93211) kurz nach dem Start vom Flughafen Cincinnati in etwa 250 m Höhe mit einer Douglas DC-3 (N999B) und stürzte 4 km westlich ab. Alle 13 Insassen sowie die beiden der DC-3 kamen um (siehe auch Trans-World-Airlines-Flug 694).[25][26]

- Am 19. Februar 1955 prallte eine Martin 404 der TWA (N40416) nach dem Start vom Flughafen Albuquerque nach Santa Fé in dichten Wolken gegen den Gebirgszug Sandia, in einer Höhe von rund 3000 Meter und 21 Kilometer nordöstlich des Startflughafens. Die dreiköpfige Besatzung und die 13 Passagiere waren sofort tot. Dies war der erste Totalverlust einer Martin 4-0-4. Der unausgesprochene Verdacht eines erweiterten Selbstmordes durch Flugkapitän Ivan Spong konnte erst in jahrelangen Recherchen der Pilotenvereinigung ALPA ausgeräumt werden. Ursache des Unglücks war ein hängengebliebener Kurskreisel (siehe auch Trans-World-Airlines-Flug 260).[27][28]

- Am 1. April 1956 stürzte eine Martin 404 der TWA (N40403) kurz nach dem Start 500 Meter südwestlich des Greater Pittsburgh Airport ab. Nach einer (nur optischen) Feuerwarnung in 30 Metern Höhe wurde das linke Triebwerk abgestellt, wobei der Propeller durch unkoordiniertes Handeln der beiden Piloten in der sehr kurzen zur Verfügung stehenden Zeit nicht in die Segelstellung gebracht wurde. Aufgrund des zu hohen Luftwiderstands kam es zur Bodenberührung. Von den 36 Insassen kamen 22 ums Leben (siehe auch Trans-World-Airlines-Flug 400).[29][30]

- Am 30. Juni 1956 kollidierte eine Lockheed L-1049 Super Constellation der TWA (N6902C) mit einer Douglas DC-7 der United Airlines (N6324C) über dem Grand Canyon, wobei alle 128 Personen an Bord der beiden Maschinen getötet wurden (70 in der DC-7, 58 in der Super Constellation) (siehe auch Flugzeugkollision über dem Grand Canyon).[31][32]

- Am 15. November 1956 fiel bei einer Martin 404 der TWA (N40404) nach dem Start vom Flughafen Las Vegas-McCarran (Nevada, USA) das Triebwerk Nr. 2 (rechts) aus. Die Maschine wurde mit weit überhöhter Geschwindigkeit angeflogen und sprang nach dem ersten Aufsetzen auf der Landebahn mehrmals wieder in die Luft. Beim Versuch des Durchstartens mit nur einem laufenden Motor schlug die linke Tragfläche auf dem Boden auf. Das Flugzeug wurde irreparabel beschädigt, aber alle 38 Insassen überlebten.[33]

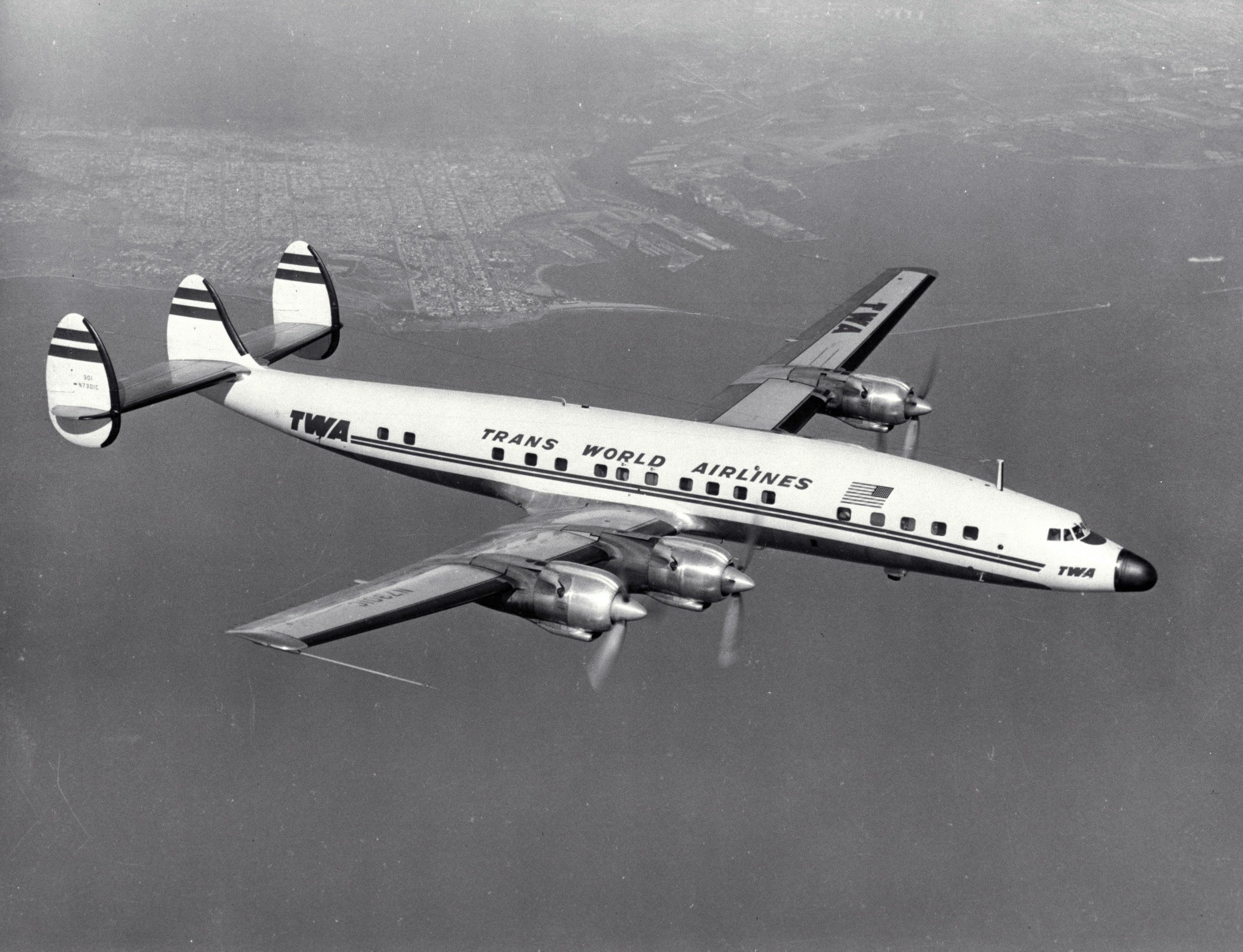
Lockheed L-1649 Starliner der TWA, 1957, baugleich mit der im Juni 1959 verunglückten Maschine

- Am 26. Juni 1959 wurde eine Lockheed L-1649 Starliner der TWA (N7313C) auf dem planmäßigen Flug von Mailand nach Paris-Orly etwa 15 Minuten nach dem Start vom Flughafen Mailand-Malpensa vermutlich von einem Blitz getroffen. Anschließend explodierten mindestens zwei Treibstofftanks; die Maschine stürzte 32 km nordwestlich von Mailand bei Varese ab. Alle auf dem Flugplan angegebenen 68 Menschen an Bord starben, außerdem ein Kleinkind, das vermutlich unangemeldet mit an Bord genommen wurde (siehe auch Trans-World-Airlines-Flug 891).[34]

- Am 24. November 1959 stürzte eine Lockheed L-1049H Super Constellation der TWA (N102R) in ein Wohngebiet etwa 400 Meter vom Startflughafen Chicago Midway entfernt. Nach Ausfall eines Triebwerks beim Start kehrten die Piloten dorthin zurück und waren nicht in der Lage, eine angemessene Fluglage zu halten. Alle 3 Besatzungsmitglieder des Frachtfluges sowie 8 Menschen am Boden wurden getötet (siehe auch Trans-World-Airlines-Flug 595).[35][36]

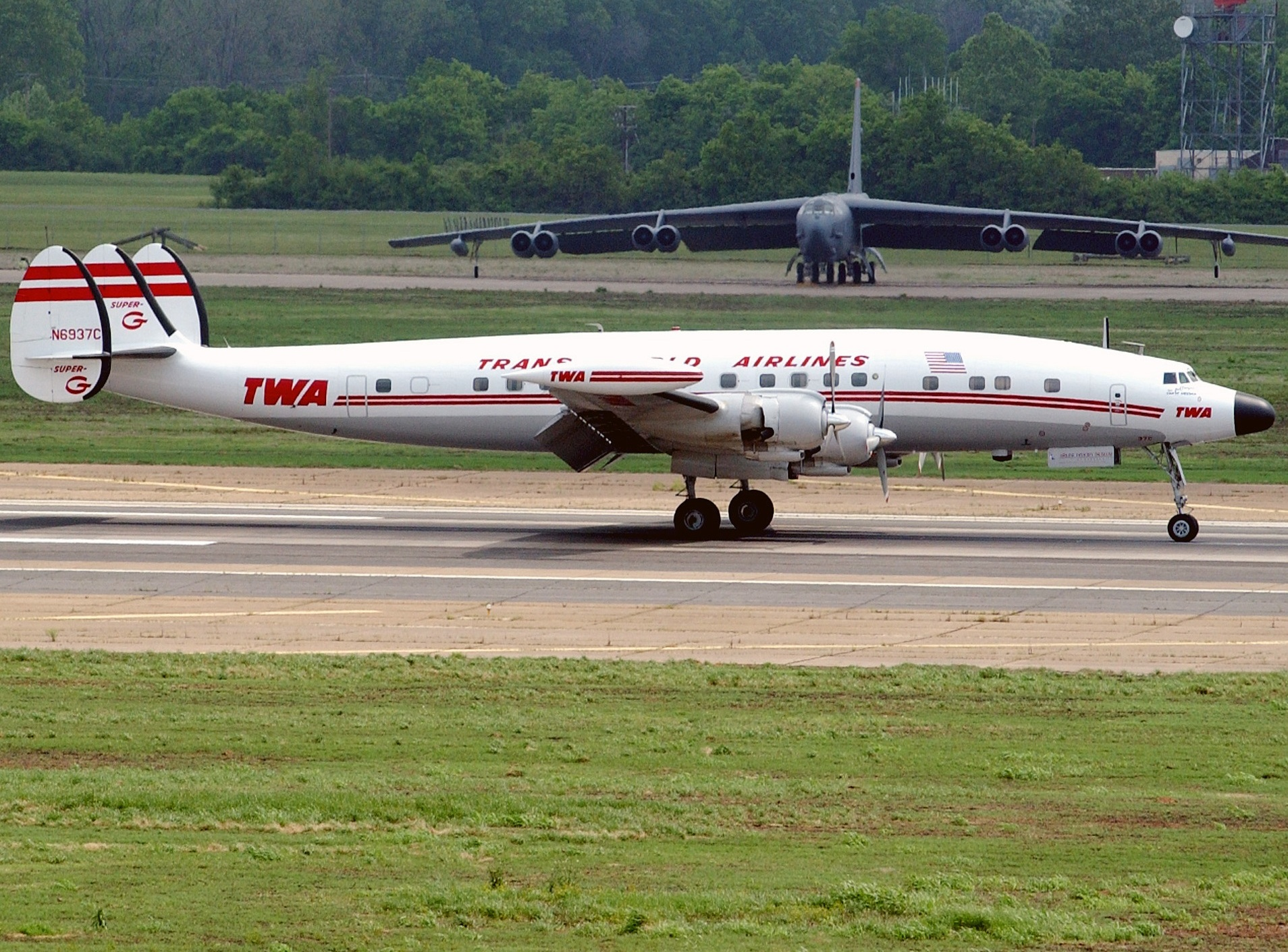
Lockheed L-1049 Super Constellation der TWA, 1957, baugleich mit den von 1956 bis 1966 verunglückten Maschinen

- Am 29. Februar 1960 brach bei einer Lockheed L-1049G Super Constellation der TWA (N7101C) während des Starts auf dem Flughafen Chicago-Midway das Hauptfahrwerk zusammen. Alle 60 Insassen, 6 Besatzungsmitglieder und 54 Passagiere, überlebten. Die Maschine wurde zum Totalschaden.[37]

- Am 8. November 1960 verunglückte eine Lockheed L-1049G Super Constellation der TWA (N7125C), betrieben für die spanische Iberia, bei der Landung auf dem Flughafen Barcelona-El Prat. Die aus Madrid kommende Maschine berührte gut 30 Meter vor der Landebahn einen Abfallhaufen, verlor die linken Räder, schleuderte von der Bahn herunter und fing Feuer. Alle 71 Insassen, 8 Besatzungsmitglieder und 63 Passagiere, überlebten.[38][39]

- Am 16. Dezember 1960 kollidierte über Staten Island (New York City) eine Douglas DC-8-11 der United Air Lines (N8013U) mit einer Lockheed Super Constellation der TWA (N6907C) während des Landeanflugs auf den Flughafen New York-Idlewild. Alle 128 Insassen beider Flugzeuge und sechs Menschen am Boden verloren ihr Leben (siehe auch Flugzeugkollision von New York City).[40][41][42]

- Am 1. September 1961 stürzte eine Lockheed L-049 Constellation der TWA (N86511) nach dem Start vom Flughafen Chicago Midway bei Hinsdale, Illinois (USA) aufgrund eines Schadens am Höhenruder ab. Alle 78 Personen an Bord starben (siehe auch Trans-World-Airlines-Flug 529).[43]

- Am 23. November 1964 verunglückte eine Boeing 707-331 der TWA (N769TW) nach einem Triebwerksausfall beim Start auf dem Flughafen Rom-Fiumicino, wobei 50 der 73 Menschen an Bord ums Leben kamen.[44]

- Am 13. September 1965 verunglückte eine Convair CV-880 der TWA (N820TW) auf dem Flughafen Kansas City-Downtown (Missouri, USA) bei einem Trainingsflug. Beim simulierten Ausfall des Triebwerks Nr. 4 (rechts außen) kam es zum Kontrollverlust und Strömungsabriss. Die Maschine wurde beim Aufschlag zerstört, aber alle vier Besatzungsmitglieder, die einzigen Insassen, überlebten.[45]

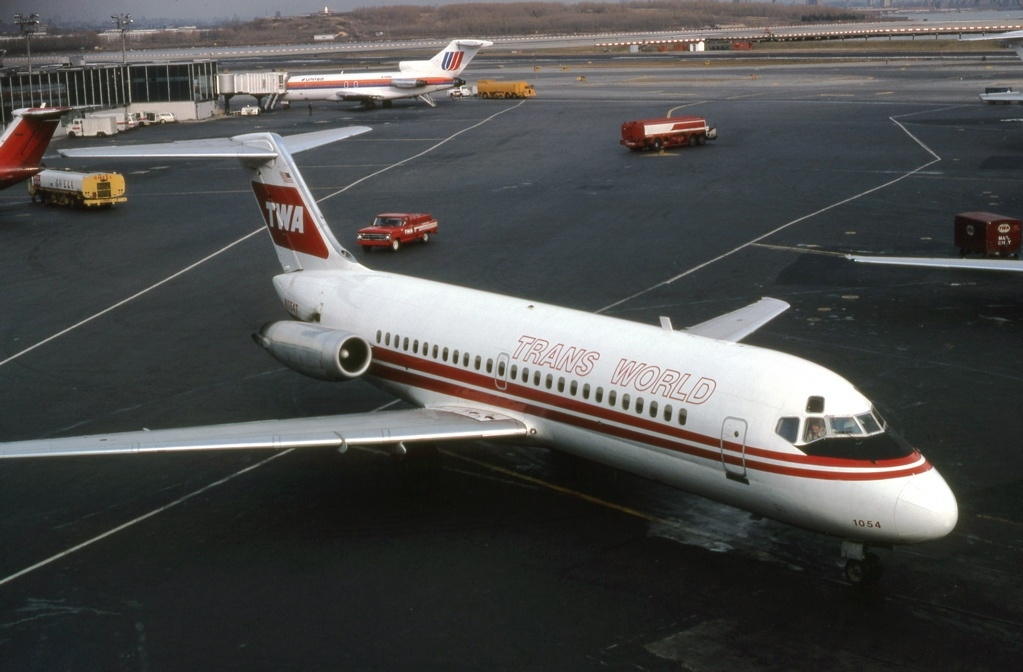
Douglas DC-9-10 der TWA, 1996, baugleich mit der im März 1967 verunglückten Maschine

- Am 26. Januar 1966 brach bei einer Lockheed L-1049G Super Constellation der TWA (N7115C) während des Rollens auf dem Flughafen New York-Idlewild (USA) das Bugfahrwerk zusammen. Die Maschine wurde irreparabel beschädigt. Alle Insassen überlebten.[46]

- Am 9. März 1967 kollidierte eine Douglas DC-9-15 der Trans World Airlines (N1063T) auf dem Flug vom Greater Pittsburgh Airport zum Flughafen Dayton (Ohio) bei Urbana, Ohio mit einem Privatflugzeug des Typs Beechcraft Baron und stürzte ab. Alle 25 Insassen der DC-9 sowie der alleinfliegende Pilot der Beechcraft starben (siehe auch TWA-Flug 553).[47]

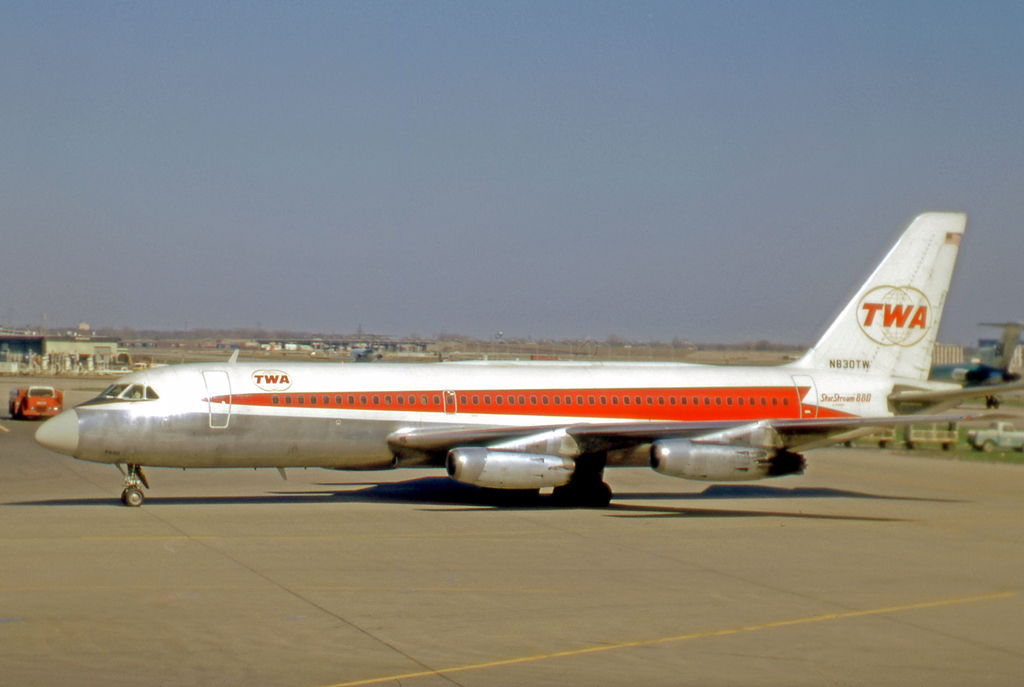
Convair CV-880 der TWA, 1971, baugleich mit der am 20. November 1967 verunglückten Maschine

- Am 6. November 1967 startete eine Boeing 707-131 der Trans World Airlines vom Flughafen Cincinnati in Richtung Los Angeles. Als die Maschine eine neben der Rollbahn stehende Douglas DC-9 der Delta Air Lines passierte, verursachte der Triebwerksschub der DC-9 einen Flammabriss an Triebwerk Nr. 4 der Boeing. Die Besatzung der Boeing leitete einen Startabbruch ein, die Maschine kam jedoch nicht rechtzeitig zum Stehen und rollte über einen Hügel und hob für einen Augenblick ab. Beim Wiederaufsetzen riss das Triebwerk ab und die Maschine schlitterte 100 Meter über die Landebahn hinaus. Der Rumpf brach auseinander und der rechte Flügel riss ab. Die siebenköpfige Besatzung überlebte den Unfall, von den 29 Passagieren kam eine Person ums Leben (siehe auch Trans-World-Airlines-Flug 159).[48]

- Am 20. November 1967 flog eine Convair CV-880 (N821TW) während eines Nachtanflugs bei leichtem Schneefall knapp 3 km vor Erreichen der Landebahn des Flughafens Cincinnati ins Gelände. Von den 82 Insassen wurden 70 getötet (siehe auch Trans-World-Airlines-Flug 128).[49]

- Am 26. Juli 1969 simulierte die Besatzung einer Boeing 707-331C der Trans World Airlines auf einem Trainingsflug einen Triebwerksausfall, indem Triebwerk Nr. 4 in den Leerlauf geschaltet wurde. Als bei Erreichen der Entscheidungsflughöhe ein Fehlanflug eingeleitet werden sollte, ließen sich weder die Landeklappen noch das Fahrwerk wieder einfahren. Die Besatzung schaltete die Hydrauliksysteme ab, ohne Triebwerk Nr. 4 wieder aktiviert zu haben. Sie verlor dabei die Kontrolle über die Maschine, welche nach rechts rollte und in einen Sinkflug überging. Das Flugzeug schlug auf dem Boden auf und ging in Flammen auf, die fünfköpfige Besatzung kam ums Leben (siehe auch Trans-World-Airlines-Flug 5787).[50]

- Im September 1970 entführten Terroristen der PFLP insgesamt vier Passagierflugzeuge; eine fünfte Entführung scheiterte. Drei der Maschinen, darunter eine Boeing 707 der TWA, wurden nach Zarqa in Jordanien umgeleitet. Nach einem mehrere Tage währenden Nervenkrieg wurden die Flugzeuge ohne Insassen am 12. September gesprengt.[51] Schließlich kamen alle Geiseln unversehrt frei.

- Am 30. November 1970 wurde mit einer Boeing 707-373C der Trans World Airlines (N790TW) am Flughafen Tel Aviv-Lod der Start zu einem Frachtflug eingeleitet. Zeitgleich wurde eine leere, unbeleuchtete C-97K Stratofreighter der Israelischen Luftstreitkräfte (4X-FPS/037) über die Startbahn geschleppt. Trotz eines versuchten Startabbruchs kam es zum Zusammenstoß und Brand beider Flugzeuge. Dabei kamen zwei Personen am Boden ums Leben, die dreiköpfige Besatzung der TWA-Maschine überlebte den Zwischenfall (siehe auch Trans-World-Airlines-Flug 645).[52][53]

- Am 8. September 1974 brachte auf einem Flug einer Boeing 707-331B der Trans World Airlines (N8734) von Athen nach Rom-Fiumicino eine Bombenexplosion im hinteren Frachtraum die Maschine zum Absturz. Das Flugzeug stürzte 93 Kilometer westlich von Kefalonia ins Mittelmeer, alle 88 Personen an Bord starben. Zwei Wochen zuvor hatte es bereits einen Anschlagsversuch auf denselben Flug gegeben (siehe auch Trans-World-Airlines-Flug 841 (1974)).[54]

- Am 1. Dezember 1974 wurde eine Boeing 727-231 der TWA (N54328) im Anflug auf den Flughafen Washington Dulles International gegen den westlichen Berghang des Mount Weather bei Upperville (Virginia, USA) geflogen. Bei diesem CFIT (Controlled flight into Terrain) wurden alle 92 Insassen getötet, 7 Besatzungsmitglieder und 85 Passagiere. Beitragende Faktoren waren das Versagen der Luftfahrtbehörde FAA, seit Jahren bekannte Probleme in den Sprechfunkgruppen zu beheben, missverständliche Anweisungen der Flugsicherung sowie eine mangelhafte Kartendarstellung des Anflugverfahrens.[55]

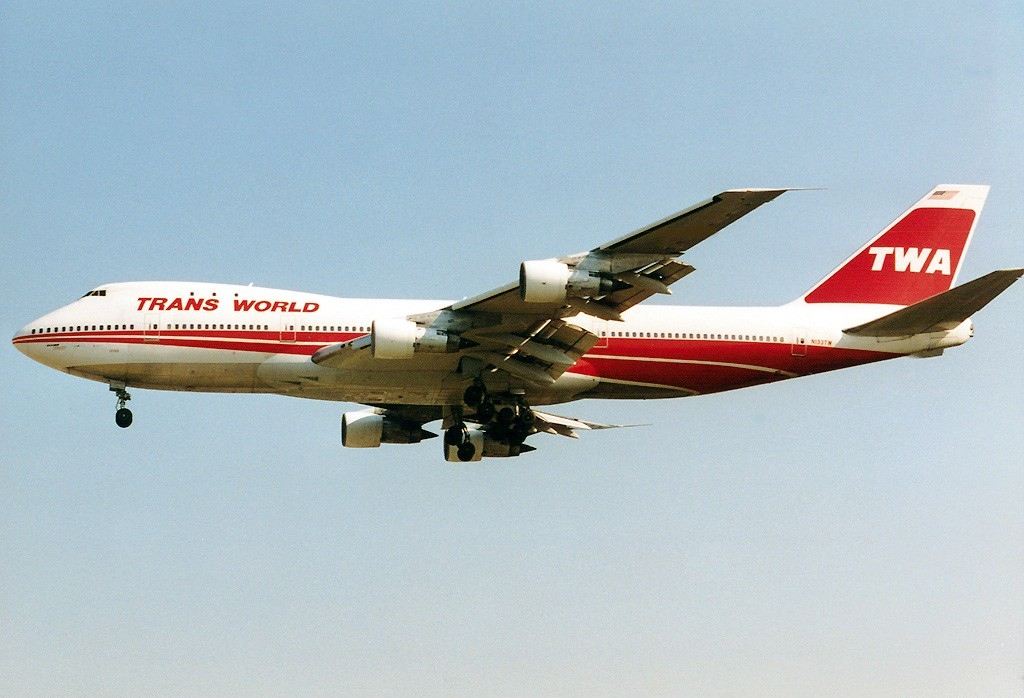
Boeing 747-131 der TWA, 1996, baugleich mit der 1996 verunglückten Maschine

- Am 14. Juni 1985 wurde eine Boeing 727 durch die „Organisation für die Unterdrückten der Welt“, einer Gruppe, die angeblich Verbindungen zur Hisbollah hat, auf dem Flug von Athen (Griechenland) nach Rom (Italien) entführt. Für das Flugzeug einschließlich der Crew und der Passagiere begann daraufhin ein dreitägiger Irrflug durch die Mittelmeerregion, bei dem ein amerikanischer Passagier ermordet wurde. Ein paar Dutzend Passagiere wurden dann bis zu ihrer Freilassung noch zwei Wochen festgehalten (siehe auch TWA-Flug 847).

- Am 2. April 1986 explodierte in einer Boeing 727-231 der Trans World Airlines (N54340) während des Fluges von Rom-Fiumicino zum Flughafen Athen-Ellinikon eine von der palästinensischen Terrorgruppe Abu Nidal Organisation platzierte Bombe. Es entstand ein Loch im Flugzeugrumpf, durch das vier Passagiere nach außen gesaugt wurden und ums Leben kamen. Dennoch konnte das Flugzeug sicher in Athen gelandet und später repariert werden (siehe auch Trans-World-Airlines-Flug 840 (1986)).[56]

- Am 30. Juli 1992 verunglückte eine Lockheed L-1011 Tristar 1 der Trans World Airlines (N11002) bei einem viel zu spät abgebrochenen Start auf dem Flughafen New York/John F. Kennedy. Das Flugzeug brannte aus. Alle 280 Passagiere sowie die Besatzung überlebten. Auslöser war ein schon mehrfach defekt gewesener Sensor für den Anstellwinkel.[57]

- Am 17. Juli 1996 explodierte der Rumpftank einer Boeing 747-131 der Trans World Airlines (N93119) nach dem Start vom Flughafen New York/John F. Kennedy über dem Atlantischen Ozean. Beim Absturz der Maschine kamen 230 Menschen (212 Passagiere, 18 Crewmitglieder) ums Leben (siehe auch TWA-Flug 800).